# Perisphaerus rubescens
Perisphaerus rubescens är en kackerlacksart som först beskrevs av Hanitsch 1933.  Perisphaerus rubescens ingår i släktet Perisphaerus och familjen jättekackerlackor. Inga underarter finns listade i Catalogue of Life.